# ماهيش

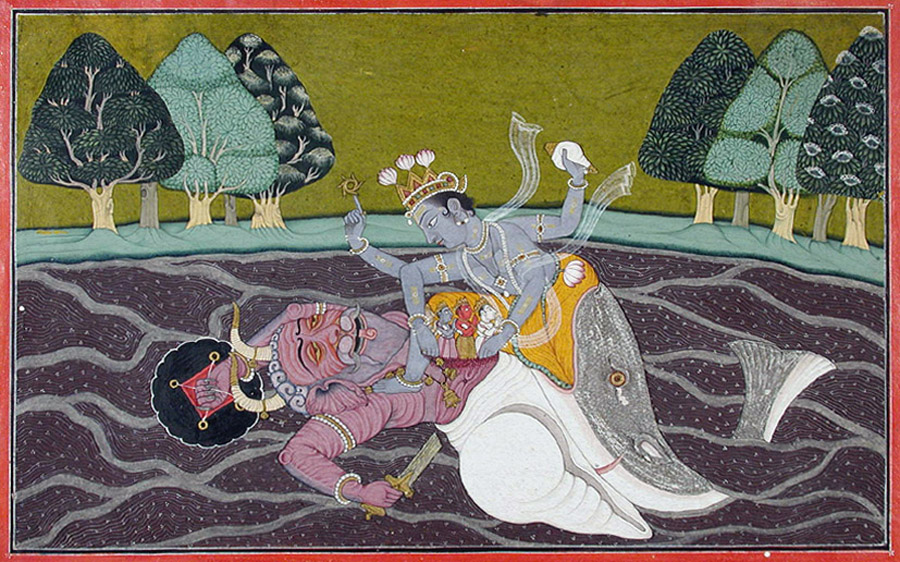
لعب ماهيش دورًا رئيسًا في توضيح ترجمات الأساطير الهندوسية إلى اللغة الفارسية.

ماهيش أو ماهيس كان رسام منمنمات هنديًا ساعد في تأليف وتوضيح المخطوطات لورشة العمل لأكبر شاه. ويُعتبر من أبرز رسامي وممثلي حركة رسم مغول الهند في ثمانينيات القرن السادس عشر. تتميز أعماله بالأشكال الديناميكية والألوان الزاهية والتراكيب التي تكون فيها مساحة الصورة مسطحة ويقل فيها الثلاثية الأبعاد. اسمه موجود في قائمة تضم 17 رسامًا بارزًا في عصر أكبر، وذُكر في عين أكبري.
تُنسب إليه عدة لوحات في المخطوطات القديمة، منها منمنمات طوطي نامه ومنمنمات "حمزة نامه". ومع ذلك، فإن أول عمل أصيل له سجل باسم ماهيش هو في داراب نامه . وقد لعب دورًا مهمًا في توضيح مخطوطات الترجمات الفارسية لملحمتين هندوسيتين؛ ترجمة المهابهارتا كملحمة حربية في عام 1586 ورامايانا ، حوالي عام 1591-1592. وكان أيضًا أحد رسامي ديوان أنوري، الذي ضم 15 من أفضل رسامي المنمنمات في عهد أكبر.
في أواخر حياته المهنية، اعتمد ماهيش على الرسومات الأولية للورشة، حتى مع تغير اتجاه الرسم. الشخصيات التي رسمها لها لحى مدببة، وعيون فارغة، ووضعيات جسدية مقيدة تميل إلى إظهار المشاعر من خلال حواجب مقوسة أو فم مطبق. ولم يكن لماهيش أي دور في تجميع المخطوطات الرائعة من الشعر الفارسي التي كلف بها أكبر في تسعينيات القرن السادس عشر؛ وبدلًا من ذلك، تمت دعوته إلى مشاريع أخرى أقل شهرة، مثل بابر نامه، وتظهر منمنماته في أنوار سهيلي من حوالي عام 1596-1597. كان هناك اثنان من الرسامين المشهورين، وهما مسكين وعاصي، أبناء ماهيش، ومن المحتمل أنهما تلقيا تدريبهما المبكر منه.